# 1890 au Canada
Pour un article plus général, voir Chronologie du Canada.
Cet article traite des événements qui se sont produits durant l'année 1890 au Canada.

## Événements

### Politique
- 31 mars, Canada : querelle scolaire du Manitoba. Le gouverneur libéral du Manitoba, Thomas Greenway arrête de subventionner les écoles catholiques.

- 5 juin : élection ontarienne : les libéraux de Oliver Mowat remporte une sixième majorité consécutive.

- 17 juin : le libéral Honoré Mercier est réélu au Québec avec une majorité accrue.
- Visite royale du duc Arthur de Connaught et Strathearn et de la duchesse Louise-Marguerite de Connaught et Strathearn

### Justice
- Publication de Résumé de la loi criminelle canadienne de George Burbidge.

### Sport
- 1er janvier : création de Tennis Canada.
- Fondation de la Ligue de hockey de l'Ontario.
- Louis Rubenstein devient le champion du monde en patinage artistique en Russie.

### Religion
- 28 avril : Marguerite d'Youville est déclarée vénérable.
- 16 juin : érection du Diocèse d'Alexandria-Cornwall en Ontario.
- Érection du Diocèse de New Westminster en Colombie-Britannique.
- Implantation à Ottawa des capucins.
- Implantation à Halifax des Eudistes.

## Naissances
- 15 mars : Jean Brillant, soldat.
- 30 mars : Norman Bethune, médecin.
- 20 avril : Maurice Duplessis, premier ministre du Québec.
- 9 juin : Marie Gérin-Lajoie, féministe.
- 10 août : Angus Lewis Macdonald, premier ministre de la Nouvelle-Écosse.
- 28 octobre : Louis Orville Breithaupt, lieutenant-gouverneur de l'Ontario.
- 10 décembre : Byron Ingemar Johnson, premier ministre de la Colombie-Britannique.
- Arthur Petrie, comédien du burlesque.

## Décès
- 2 janvier : Marie-Anne Blondin, sœur religieuse.
- 4 avril : Pierre-Joseph-Olivier Chauveau, premier ministre du Québec.
- 25 avril : Crowfoot, chef indien.
- 26 septembre : Henri Faraud, missionnaire du grand nord aux territoires du Nord-Ouest.
- Napoléon Aubin : journaliste.
- Léger Brousseau, imprimeur.